# Edžus Treimanis
Edžus Treimanis (nascido em 21 de abril de 1988) é um ciclista letão que compete no ciclismo BMX. Representou seu país, Letônia, nos Jogos Olímpicos de Verão de 2012 em Londres, onde terminou na nona posição. Ganhou vários títulos do campeonato letão de ciclismo e conquistou a medalha de prata no Campeonato Europeu de 2011.